# James McCord
James I. McCord (1919 – 19. února 1990) byl presbyteriánský duchovní a teolog, kancléř Center of Theological Inquiry in Princeton, New Jersey, dlouholetý prezident Princetonského teologického semináře a předseda editační rady Theology Today. Svůj život zasvětil studiu vztahu mezi vědou a náboženstvím a vzdělávání nových duchovních.
V roce 1986 obdržel Templetonovu cenu.